# Anders Åman
Anders Ivar Ludvig Åman, född den 19 juni 1935 i Stockholm, död den 14 juli 2008 i Uppsala, var en svensk konsthistoriker.

## Biografi
Åman avlade filosofie licentiatexamen i konsthistoria vid Uppsala universitet 1963. Han var universitetslektor i arkitekturhistoria vid Kungliga Tekniska Högskolan 1967–1977, docent i konstvetenskap i Uppsala 1978–1985, professor i konstvetenskap vid Umeå universitet 1985–1993 och professor i Uppsala från 1993. Åman blev emeritus 2000. Han var ledamot av Vitterhetsakademin, av Vetenskapssocieteten i Uppsala och av Humanistiska Vetenskapssamfundet i Uppsala. 
Åman publicerade arbeten om svensk arkitekturhistoria, europeiskt 1800-tal, Östeuropa efter 1945 och om Norrlands konst- och arkitekturhistoria. 

### Festskrift till Anders Åman
- Byggnader och betydelser : en antologi om arkitektur  / redigerad av Britt-Inger Johansson och Christian Lovén. Stockholm: Arkitektur. 2000. Libris 7754432. ISBN 91-86050-51-6

### Redaktörskap
- Carolina Rediviva : byggnadens historia från 1810-talet till 1980-talet / [red. av Gunilla Frick och Anders Åman]. Uppsala: [Univ.] Konstvetenskapliga inst. 1984. Libris 423476
- Norrländska landskap : landskapsbilder av 50 målare och 10 fotografer under 200 år : [en jubileumsutställning, Umeå universitet, 1990] / [textredigering: Göran Carlsson, Anders Åman]. Umeå: Bildmuseet, Univ. 1989. Libris 899913
- Övre Norrlands kyrkor / redigerat av Anders Åman och Marta Järnfeldt-Carlsson. Bebyggelsehistorisk tidskrift, 0349-2834 ; 22. Uppsala: Swedish Science Press. 1992. Libris 1463650
- Stjernsund i Närke : slottet och godset / redaktör: Anders Åman. Stockholm: Kungl. vitterhets historie och antikvitets akad. 2001. Libris 8403206. ISBN 91-7402-322-5